# Montiopsis
Montiopsis (лат.) — род однолетних и многолетних растений семейства Монтиевые (Montiaceae), произрастающий на территории Южной Америки.

## Распространение
Естественно распространен на территории Аргентины, Боливии, Чили и Перу. Также был введен путем интродукции в Узбекистане.

## Таксономия
Род Montiopsis был впервые описан Отто Кунце в 1898 году (Revis. Gen. Pl. 3(2): 14). Ранее представители рода включались в состав рода Calandrinia. Типовой вид — Montiopsis boliviana, который в настоящее время классифицируется как Montiopsis cumingii.

### Синонимы
Гетеротипные (основанные на разных номенклатурных типах):
- Calandriniopsis E.Franz (1908)

### Виды
Согласно данным сайта WFO Plantlist на июнь 2023 года, род состоит из 18 видов:
- Montiopsis andicola (Gillies) D.I.Ford
- Montiopsis berteroana (Phil.) D.I.Ford
- Montiopsis capitata (Hook. & Arn.) D.I.Ford
- Montiopsis cistiflora (Gillies ex Arn.) D.I.Ford
- Montiopsis copiapina (Phil.) D.I.Ford
- Montiopsis cumingii (Hook. & Arn.) D.I.Ford
- Montiopsis demissa (Phil.) D.I.Ford
- Montiopsis gayana (Barnéoud) D.I.Ford
- Montiopsis gilliesii (Hook. & Arn.) D.I.Ford
- Montiopsis glomerata (Phil.) D.I.Ford
- Montiopsis modesta (Phil.) D.I.Ford
- Montiopsis parviflora (Phil.) D.I.Ford
- Montiopsis polycarpoides (Phil.) Peralta
- Montiopsis potentilloides (Barnéoud) D.I.Ford
- Montiopsis ramosissima (Hook. & Arn.) D.I.Ford
- Montiopsis sericea (Hook. & Arn.) D.I.Ford
- Montiopsis trifida (Hook. & Arn.) D.I.Ford
- Montiopsis umbellata (Ruiz & Pav.) D.I.Ford

Один вид находится в статусе рассмотрения:
- Montiopsis densiflora Hershk.

## Применение
Montiopsis umbellata — единственный вид, имеющий декоративное применение.